# Laccophilus maculosus
Laccophilus maculosus es una especie de escarabajo del género Laccophilus, familia Dytiscidae, descrita por Germar en 1823.
Es más grande que otros miembros del género, mide 4.6 a 6.4 mm. Los élitros son marrones con pequeñas manchas variables. Se encuentra en charcos y lagunas permanentes. Habita en América Central y del Norte.

## Subespecies
Se reconocen tres subespeciesː
- Laccophilus maculosus decipiens LeConte, 1852; Grandes Llanuras y el oeste
- Laccophilus maculosus maculosus Say, 1823; Grandes Llanuras
- Laccophilus maculosus shermani Leech, 1944; Arizona, Texas y México